# فهرست خلیج‌ها
خلیج یا شاخاب بخشی از دریا است که به مقدار بسیاری در خشکی پیش رفته باشد.

## آفریقا
- خلیج قابس در سواحل شرقی تونس در دریای مدیترانه در ساحل شمال آفریقا
- خلیج گینه در اقیانوس اطلس در سواحل آفریقای استوایی
- خلیج حمامات در شمال شرقی تونس
- خلیج سرت در سواحل مدیترانه لیبی
- خلیج سوئز در انتهای شمالی دریای سرخ که به کانال سوئز منجر می‌شود
- خلیج تونس در دریای مدیترانه در سواحل تونس

## آمریکای جنوبی
- خلیج آلاسکا در اقیانوس آرام جنوب ایالت آلاسکا
- خلیج آموندسن در اقیانوس قطب شمال غربی کانادا
- خلیج آنکود در اقیانوس آرام جنوبی، جزیره شیلو را از سرزمین اصلی شیلی جدا می‌کند
- خلیج بوثیا نوناووت کانادا
- خلیج کالیفرنیا در اقیانوس آرام در شمال غربی مکزیک
- خلیج کاسونز در جنوب کوبا
- خلیج دارین در دریای کارائیب، بین سواحل کلمبیا و باریکه پاناما
- خلیج فارالونز بین جزایر فارالون و سواحل سرزمین اصلی کالیفرنیا ایالات متحده آمریکا
- خلیج فونسکا اقیانوس آرام در السالوادور هندوراس ونیکاراگوئه
- خلیج گوناو در دریای کارائیب در سواحل هائیتی
- خلیج گوایاکوئیل در اقیانوس آرام شرقی، بین اکوادور و پرو
- خلیج هندوراس در دریای کارائیب بین بیلیز گواتمالا و هندوراس
- جزایر خلیج در نزدیکی جزیره ونکوور و در تنگه جورجیا در داخل بریتیش کلمبیا
- خلیج من در کنار ایالت مین، نیوهامپشیر و ماساچوست در ایالات متحده و ایالت‌های کانادا نیو برانزویک و نووا اسکاتیا در اقیانوس اطلس
- خلیج مکزیک بین مکزیک، ایالات متحده و کوبا
- خلیج نکویا کوستاریکا
- خلیج پاناما در اقیانوس آرام جنوب پاناما
- خلیج پاریا در دریای کارائیب بین ترینیداد و توباگو و ونزوئلا
- خلیج سنت لورنس بزرگ‌ترین پای‌رود جهان و خروجی رودخانه سن‌لوران به اقیانوس اطلس
- خلیج سان خورخه در اقیانوس اطلس جنوبی پاتگون
- خلیج سان ماتیا در اقیانوس اطلس جنوبی پاتگون
- خلیج اورابا جنوبترین منطقه در دریای کارائیب
- خلیج ونزوئلا اتصال ساحل کارائیب با دریاچه ماراکایبو

## آسیا
- خلیج عدن در گوشه جنوب غربی شبه جزیره عربستان
- خلیج آلبای در بخش جنوبی لوزون فیلیپین
- خلیج عقبه در انتهای شمالی دریای سرخ
- خلیج اسید، در شهرداری میلاگروس، ماسباته فیلیپین
- خلیج بحرین ورودی خلیج فارس در سواحل شرقی عربستان سعودی
- خلیج داواو در داوائو سیتی، میندانائو، فیلیپین
- خلیج خامبات در دریای عرب که قبلاً به خلیج کامبای شناخته می‌شد
- خلیج کوچ در دریای عرب
- خلیج لاگونوی در فیلیپین
- خلیج لیتی در ویزای شرقی فیلیپین
- خلیج لینگاین در کنار غرب لوزون فیلیپین در دریای چین جنوبی
- خلیج منار بین هند و سریلانکا
- خلیج عمان بین شبه جزیره عربستان جنوب شرقی، ایران پاکستان و دریای عربی.
- خلیج پانای در ویسایای غربی فیلیپین
- خلیج فارس بین ایران و شبه جزیره عربستان
- خلیج پتر کبیر در دریای ژاپن
- خلیج راگی در فیلیپین
- خلیج تارتاری بین روسیه و ساخالین
- خلیج تایلند در جنوب تایلند، اقیانوس آرام، دریای چین جنوبی
- خلیج تونکین در شمال ویتنام در اقیانوس آرام
- خلیج مور بزرگ‌ترین خلیج فیلیپین در سواحل میندانائو

## اروپا
- خلیج آموراکیکوس دریای یونان در شمال غربی یونان
- خلیج ارگول از دریای اژه در سواحل شرقی پلوپونز یونان
- خلیج بیسکی بین فرانسه و اسپانیا
- خلیج بوتنی بخشی از دریای بالتیک بین سوئد و فنلاند
- خلیج بورگاس دریای سیاه بلغارستان
- خلیج کادیس بخشی از اقیانوس اطلس در مرز جنوبی اسپانیا و پرتغال
- خلیج کورینس دریای یونان که پلوپونز را از سرزمین اصلی یونان غربی جدا می‌کند
- خلیج فنلاند بین ساحل جنوبی فنلاند و ساحل شمالی استونی در دریای بالتیک
- خلیج ژنوا در داخل دریای لیگوریا در سواحل شمال غربی ایتالیا
- خلیج ازمیر در دردریای اژه ترکیه و یونان
- خلیج کوش‌آداسی در دریای اژه
- خلیج شیر سواحل مدیترانه لهنگدوک-روسیلون و پروڤنس فرانسه
- خلیج مالی در دریای اژه
- خلیج مرفیان، یک بندر طبیعی در سواحل دپارتمان مرفیان در جنوب برتانیا
- خلیج اودسا اوکراین
- خلیج اوریستانو نزدیک اوریستانو (ایتالیا) در سواحل غربی سردین
- خلیج گل رز شمال شرقی‌ترین خلیج ساحل کاتالونیا
- خلیج سالرنو که از امالفی تا پستوم از طریق سالرنو گسترش می‌یابد.
- خلیج سارونیک که از دریای اژه به یونان می‌رسد.
- خلیج ریگا در دریای بالتیک
- خلیج تارانتو در مدیترانه بین انگشت و پاشنه ایتالیا
- خلیج وارنا دریای سیاه بلغارستان
- خلیج ونیز در بالای دریای آدریاتیک، بین ایتالیا، اسلوونی و کرواتی

## اقیانوسیه
- خلیج کامبریج در ساحل شمالی استرالیا غربی
- خلیج کارپنتاریا در شمال استرالیا
- خلیج اکسموث، در شمال غربی استرالیا
- خلیج هوراکی جزیره شمالی نیوزیلند
- خلیج سنت وینسنت از خلیج اسپنسر توسط شبه جزیرهٔ یورک جدا شده است
- خلیج اسپنسر نزدیک پورت لینکلن، استرالیا جنوبی